# المنشية البحرية
المنشية البحرية هي قرية تابعة لشياخة المنشية البحرية بحي أول المنتزة بمدينة الإسكندرية في مصر، تبعد عن البحر الأبيض المتوسط حوالى 3.5 كم.